# Vojenský výbor Evropské unie
Vojenský výbor Evropské unie (anglicky European Union Military Committee, francouzsky Le Comité militaire de l'Union européenne, německy Militärausschuss der Europäischen Union) je orgán Evropské unie, působící v rámci Společné zahraniční a bezpečnostní politiky. Sdružuje náčelníky generálních štábů států Evropské unie. V současné době (od r. 2022) stojí v jeho čele rakouský generál Robert Brieger.